# Thysochromis ansorgii
Thysochromis ansorgii és una espècie de peix de la família dels cíclids i de l'ordre dels perciformes.

## Morfologia
- Els mascles poden assolir 8,8 cm de longitud total.[1][2]

## Depredadors
A Nigèria és depredat per Clarias agboyiensis.

## Hàbitat
Viu en zones de clima tropical entre 24 °C-26 °C de temperatura.

## Distribució geogràfica
Es troba a Nigèria (incloent-hi el delta del riu Níger) i conques costaneres de Costa d'Ivori i Benín.